# Ctenophorus decresii
Ctenophorus decresii är en ödleart som beskrevs av  Duméril och BIBRON 1837. Ctenophorus decresii ingår i släktet Ctenophorus och familjen agamer. Inga underarter finns listade i Catalogue of Life.